# Heineken Open 2015
Heineken Open 2015 byl tenisový turnaj mužů na profesionálním okruhu ATP World Tour, hraný v areálu ASB Tennis Centre na otevřených dvorcích s tvrdým povrchem. Konal se ve druhém týdnu sezóny mezi 12. až 17. lednem 2015 v největším novozélandském městě Aucklandu jako jubilejní čtyřicátý ročník turnaje.
Řadil se do kategorie ATP World Tour 250. Do dvouhry nastoupilo dvacet osm hráčů a ve čtyřhře startovalo šestnáct párů. Celkový rozpočet činil 491 000 eur. Nejvýše nasazeným hráčem ve dvouhře se stal desátý tenista světa David Ferrer ze Španělska, který se z události odhlásil. Premiérový singlový titul na okruhu ATP Tour vybojoval český tenista Jiří Veselý, jenž do hlavní soutěže postoupil z kvalifikace. Deblovou soutěž opanovala dvojice Raven Klaasen a Leander Paes.

## Rozdělení bodů a finančních odměn

### Rozdělení bodů
| Soutěž       | vítězové | finalisté | semifinalisté | čtvrtfinalisté | 16 v kole | 32 v kole | Q  | Q3 | Q2 | Q1 |
| ------------ | -------- | --------- | ------------- | -------------- | --------- | --------- | -- | -- | -- | -- |
| dvouhra mužů | 250      | 150       | 90            | 45             | 20        | 0         | 12 | 6  | 0  | 0  |
| čtyřhra mužů | 250      | 150       | 90            | 45             | 0         |           |    |    |    |    |

### Finanční odměny
| Soutěž                              | vítězové | finalisté | semifinalisté | čtvrtfinalisté | 16 v kole | 32 v kole | Q3   | Q2   | Q1 |
| ----------------------------------- | -------- | --------- | ------------- | -------------- | --------- | --------- | ---- | ---- | -- |
| dvouhra mužů                        | $82 500  | $43 450   | $23 535       | $13 410        | $7 900    | $4 680    | $755 | $360 | —  |
| čtyřhra mužů                        | $25 060  | $13 200   | $7 140        | $4 090         | $2 390    | —         | —    | —    | —  |
| částka ve čtyřhře je uvedena na pár |          |           |               |                |           |           |      |      |    |

## Dvouhra mužů

### Nasazení
| Stát                         | Hráč                   | ATP | Nasazení |
| ---------------------------- | ---------------------- | --- | -------- |
| Španělsko                    | David Ferrer           | 10. | 1.       |
| Lotyšsko                     | Ernests Gulbis         | 13. | 2.       |
| Španělsko                    | Roberto Bautista Agut  | 15. | 3.       |
| Jižní Afrika                 | Kevin Anderson         | 16. | 4.       |
| Španělsko                    | Tommy Robredo          | 17. | 5.       |
| Kolumbie                     | Santiago Giraldo       | 32. | 6.       |
| Španělsko                    | Guillermo García-López | 36. | 7.       |
| USA                          | Steve Johnson          | 37. | 8.       |
| Čínská Tchaj-pej             | Lu Jan-sun             | 38. | 9.       |
| Žebříček ATP k 5. lednu 2015 |                        |     |          |

### Jiné formy účasti
Následující hráčí obdrželi divokou kartu do hlavní soutěže:
- Borna Ćorić
- Jose Rubin Statham
- Michael Venus

Následující hráči postoupili z kvalifikace:
- Kenny de Schepper
- Alejandro González
- Go Soeda
- Jiří Veselý
  -  Alejandro Falla – jako šťastný poražený
  -  Lucas Pouille – jako šťastný poražený

### Odhlášení
před zahájením turnaje
- David Ferrer → nahradil jej Alejandro Falla
- John Isner (příprava na Australian Open)[2] → nahradil jej Juan Mónaco
- Gaël Monfils (osobní důvody)[2] → nahradil jej Albert Ramos-Viñolas
- Tommy Robredo (poranění přitahovače) → nahradil jej Lucas Pouille
- Jack Sock (poranění kyčle) → nahradil jej Diego Schwartzman

### Skrečování
- Roberto Bautista Agut (skreč v důsledku nemoci)

## Mužská čtyřhra

### Nasazení
| Stát                                                                                   | Hráč                 | Stát     | Hráč         | ATP | Nasazení |
| -------------------------------------------------------------------------------------- | -------------------- | -------- | ------------ | --- | -------- |
| USA                                                                                    | Bob Bryan            | USA      | Mike Bryan   | 2.  | 1.       |
| Rakousko                                                                               | Alexander Peya       | Brazílie | Bruno Soares | 20. | 2.       |
| Kolumbie                                                                               | Juan Sebastián Cabal | Kolumbie | Robert Farah | 45. | 3.       |
| Jižní Afrika                                                                           | Raven Klaasen        | Indie    | Leander Paes | 47. | 4.       |
| Žebříček ATP k 5. lednu 2015; číslo je součtem žebříčkového postavení obou členů páru. |                      |          |              |     |          |

### Jiné formy účasti
Následující páry obdržely divokou kartu do hlavní soutěže:
- Artem Sitak /  Michael Venus
- Finn Tearney /  Wesley Whitehouse

## Přehled finále

### Mužská dvouhra
- Jiří Veselý vs.  Adrian Mannarino, 6–3, 6–2

### Mužská čtyřhra
- Raven Klaasen /  Leander Paes def.  Dominic Inglot /  Florin Mergea, 7–6(7–1), 6–4